# Paolo Carcano
Paolo Carcano (Como, 24 gennaio 1843 – Como, 6 aprile 1918) è stato un politico italiano, volontario garibaldino nel 1860 e nel 1866. Fu più volte deputato e ministro del Regno d'Italia e sindaco di Veniano in provincia di Como.

## Biografia
Nel 1860 partecipò alla spedizione de I Mille, nel 1866 combatté nel Corpo Volontari Italiani durante la Terza guerra d'indipendenza a Bezzecca e l'anno successivo venne ferito a Monterotondo. Eletto alla Camera dei deputati nel 1881 vi rimase fino alla morte, per undici legislature consecutive. Fu ascoltato consigliere di Antonio Salandra per l'organizzazione dell'entrata in guerra del Regno italiano.
Viene ricordato inoltre per la Legge n. 242 approvata dal Parlamento il 19 giugno 1902, che porta il suo nome Legge Carcano, che regolamentò la partecipazione delle donne e dei minori al lavoro, introducendo il congedo post partum di 4 settimane ed il periodo di allattamento. Al testo definitivo diede un notevole contributo anche Anna Kuliscioff.

## Memoria

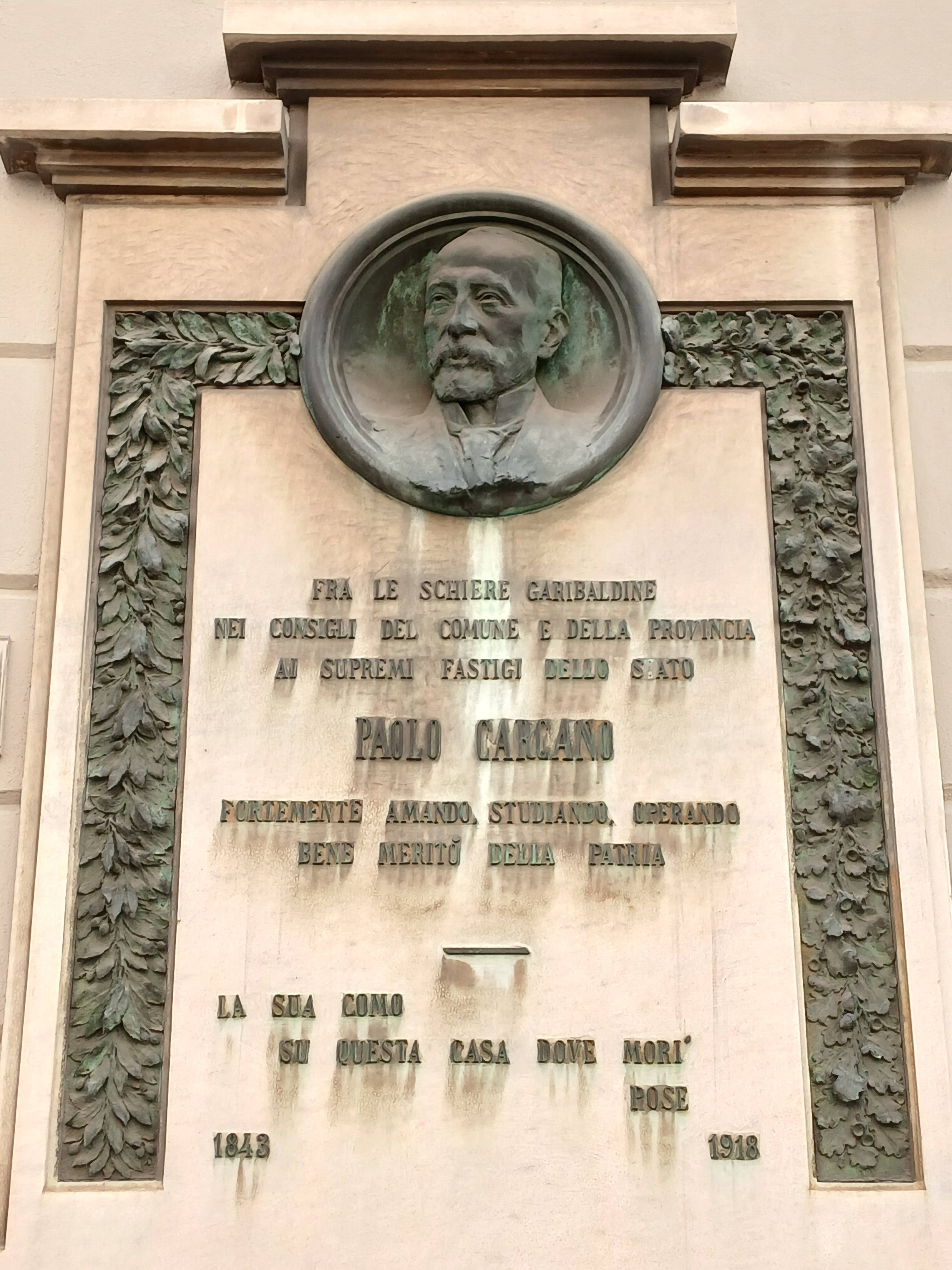
Lapide commemorativa

La sua città natale murò una lapide sulla casa dove egli spirò.
In onore al suo interessamento per la trasformazione della scuola per maestranze, nata a Como nel 1868, in Istituto Nazionale di Stato, nei primi anni del '900 gli verrà intitolato l'istituto.